# Eclissi solare del 19 aprile 2004
L'eclissi solare del 19 aprile 2004 è un evento astronomico che ha avuto luogo il suddetto giorno attorno alle ore 13:35 UTC.